# Louis Jaque

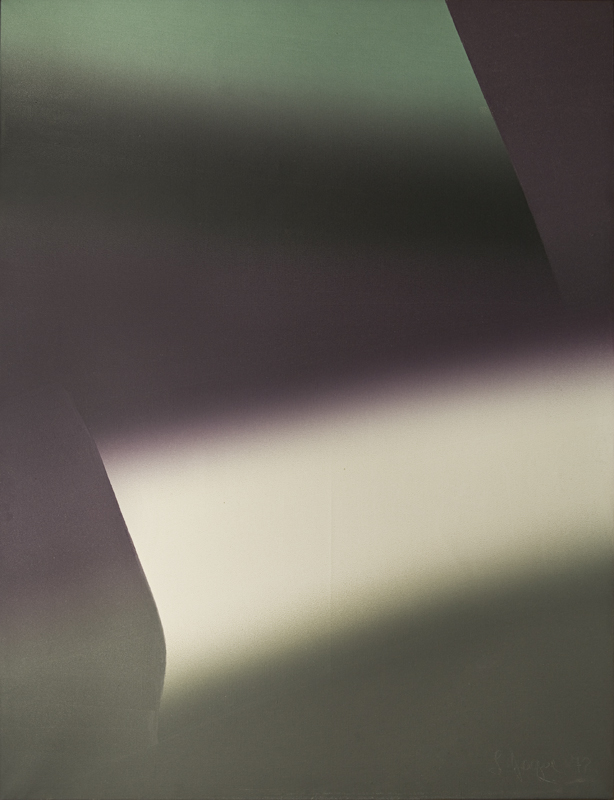
Louis Jaque, Sans Titre, Huile sur toile, 1975, 21.5" x 27.5"

Louis Jaque est un peintre québécois (1er mai 1919 à Montréal - 7 janvier 2010 à Montréal).

## Biographie
Louis Jaque est diplômé de l'École du meuble en 1938 et a étudié sous Jean Paul Lemieux et Paul-Émile Borduas. Il se consacre à l'abstraction dès les années 1950. Exposition solo au Musée d'Art Contemporain à Montréal en 1966. Il est l'un des fondateurs en 1969 de la Société des Artistes Professionnels du Québec (SAPQ), ainsi que son premier président. Il réalise une murale monumentale pour le pavillon du Québec à l’Exposition universelle d’Osaka au Japon en 1970. En 1972, il en réalise une autre pour la Maison de Radio-Canada, boulevard René-Lévesque est, à Montréal. En 1977, le Musée des beaux-arts de Montréal lui consacre une exposition rétrospective: Louis Jaque, 25 ans de carrière. Il est membre de l'Académie Royale des Arts du Canada. Ses œuvres se retrouvent dans de nombreuses collections publiques et privées, notamment au Canada, en France, en Italie et aux États-Unis.

## Collections
- Musée de la civilisation, Collection Séminaire de Québec[3]
- Musée des beaux-arts du Canada, Ottawa[4]
- Musée national des beaux-arts du Québec[5]
- Musée des beaux-arts de Montréal
- Art Gallery of Nova Scotia
- Musée des beaux-arts de Sherbrooke
- Musée d'art de Joliette
- Musée Laurier